# Postplatyptilia naranja
Postplatyptilia naranja là một loài bướm đêm thuộc họ Pterophoridae. Nó được tìm thấy ở Argentina.
Sải cánh dài 17–19 mm. Con trưởng thành bay at the end of tháng 12 và đầu vào tháng 1.